# فيلسوف يحاضر عن المبيان
فيلسوف يحاضر في أوريري ، أو العنوان الكامل،فيلسوف يلقي تلك المحاضرة عن أوريري حيث يتم وضع مصباح بدلاً من الشمس ، هي لوحة رسمها الرسام الانجليزي جوزيف رايت من ديربي عام 1766 تصور محاضرًا أو فيلسوف يقدم عرضًا لأوريري – نموذج ميكانيكي للنظام الشمسي – لجمهور صغير. الصورة موجودة الآن في متحف ديربي  وقد سبقت اللوحة لوحة مماثلة بعنوان "تجربة على طائر في مضخة الهواء" في ( المعرض الوطني، لندن ).

## سياق
تعتبر اللوحة واحدة من الأعمال البريطانية التي تتحدى الفئات المحددة للتسلسل الهرمي الصارم للأنواع التي يمليها الفرنسيون في أواخر القرن الثامن عشر، حيث تطمح أنواع أخرى من الرسم إلى التعامل معها على محمل الجد مثل لوحة التاريخ بالملابس الكلاسيكية.  يقارن مؤرخ الفن في القرن العشرين إليس ووترهاوس هذين العملين بـ " النوع المتسلسل " للدراما الفرنسية المعاصرة، كما حددها دينيس ديدرو وبيير بومارشيه ، وهي وجهة نظر أيدها إيجيرتون. 

## ملحوظات
1. 1 2 3  "Art treasure – The Orrery". Derby City Council. مؤرشف من الأصل في 2011-07-24. اطلع عليه بتاريخ 2011-08-12.
2. 1 2   http://www.derbymuseums.org/joseph-wright-gallery/. اطلع عليه بتاريخ 2016-04-17. {{استشهاد ويب}}: |url= بحاجة لعنوان (مساعدة) والوسيط |title= غير موجود أو فارغ (من ويكي بيانات) (مساعدة)
3. ↑  Waterhouse (1978), pp. 215–216, 270, 285–286
4. ↑  Waterhouse (1978), pp. 285–286, and Egerton (1998), p. 334